# Aferézis (nyelvészet)
Az aferézis (< latin aphaeresis < ógörög ἀφαίρεσις aphaireszisz ’elvétel’) eredetileg a retorikában használt terminus, de a nyelvészet is átvette. Olyan hangváltozást nevez meg, amely nyomán szókezdeti szegmens válik le. Ez lehet egy beszédhang vagy hangok csoportja.
Az aferézis a beszéd gördülékenysége és tempójának felgyorsítása érdekében történik a szó lerövidítésének útján. Egyes esetekben a nyelvtörténet egy bizonyos időszakában történt, és a mai nyelvben ezekben nincs aferézis nélküli változat. A jelenség a mai nyelvben is előfordul, és párhuzamosan élő változatokat produkál.

## A nyelvtörténetben
Az aferézis egyike azoknak a jelenségeknek, amelyekkel megmagyarázható a szó jelenlegi alakja, annak a szónak az alakjához viszonyítva, amelyikből származik. Íme példák néhány nyelvben.
A francia nyelvben a le (hímnem egyes szám) és la (nőnem egyes szám) határozott névelők aferézis útján, az i leválásával jöttek létre a latin illum, illetve illam mutató névmásokból.
Az olasz nyelvben a rondine ’fecske’ szó alakja a latin hirundinem alapszó első szótagjának leválásával is magyarázható. Ugyanaz érvényes a román megfelelője esetében is, azzal a különbséggel, hogy az előbbi latin szó feltételezett képzett származékából ered közvetlenül: *hirundinella > rândunea.
A románban egy másik olyan szó, amely egyéb hangtani változásokkal együtt aferézissel öröklődött a latinból, a miel ’bárány’ < agnellus (az a leválása).
Jellegzetes az aferézis a románnal ellentétben a meglenorománban (pl. daug ~ adaug ’hozzáadok’) és az isztrorománban: prope ~ aproape ’közel’.
Túlnyomóan a hagyományörzés elvén alpuló helyesírású angol nyelvben olyan szavak, mint knee ’térd’ vagy knight ’lovag’ [k] nélküli kiejtése, amely csak írásban maradt fenn, ugyancsak aferézis eredménye.

## A mai nyelvben
A létező aferézises és aferézis nélküli változatok eloszlása sokszor nyelvváltozatok szerinti: sztenderd nyelvváltozat / nem sztenderd nyelvváltozatok, például fesztelen vagy népi nyelvi regiszter. Szó lehet sztenderd regiszterek közötti eloszlásról is, azaz a szokásos és a választékos közöttiről, de olyan változatok is vannak, amelyek között nincs regiszteri különbség.
A fesztelen regiszterben és a népiben gyakori az aferézis. Úgy szót, mint szószerkezetet is érinthet. Magyar példák: telefaxol > faxol, Jó estét (kívánok)! > Stét!, Jó napot! > Napot! > Pot!
A mai franciában is megvan ez a jelenség. Így jött létre például a ricain < américain ’amerikai’ szó.
Hasonló eset az angol ’gain < again ’megint’ szóé.
A román nyelvben vannak aferézis útján keletkezett népi köznév-alakok (pl. stâmpăra < astâmpăra ’csillapítani’) és keresztnév-változatok, pl. Saveta < Elisaveta ’Erzsébet’.
Vannak olyan esetek, amelyekben aferézissel jön létre szó a fesztelen regiszterben, majd átmegy a sztenderd szokásos regiszterébe is, az alapszó pedig ritkább használatúvá és választékossá válik. Ilyen pl. a nemzetközi busz < autóbusz, francia és angol bus < autobus vagy az angol I’ve < I have ’nekem van’ szavak esete.
Fordított a magyar aki > ki vonatkozó névmás esete. Az előbbi alak szokásos, az utóbbi választékos, költői: ...tudom, hogy merre mennek, kik mennek az uton... (Radnóti Miklós: Nem tudhatom).
A sztenderd nyelvváltozatban előfordulnak olyan szóalak-változatok, amelyeket aferézis különböztet meg egymástól. Ilyen a magyar nyelvben pl. az és ~ s pár. Az utóbbi úgy a szokásos, mint a választékos nyelvi regiszterben is megvan, pl. Rászóltak, s elpityeredett. A költői nyelvben is használták és használják, esetleg azért, hogy kijöjjön a verssorban a szótagok szükséges száma: Hass, alkoss, gyarapíts: s a haza fényre derűl! (Kölcsey Ferenc: Huszt).
A románban is vannak ilyen esetek, amelyekben az aferézis csak a beszédtempó felgyorsítása céljából történik, a hangűr kiküszöbölésével, pl. de înțeles > de-nțeles ’érthető’.
A fenti versrészletekben található aferézis retorikai eszköz, az alakzatokhoz tartozik, közelebbről a detrakció típusú metaplazmusoknak nevezett hangalakzatok közé.

## Aferézis érintette szegmensek
Aferézis útján elhagyható egyetlen beszédhang, magánhangzó vagy mássalhangzó, valamint szótagot vagy nem szótagot képező hangcsoport, de még egynél több szótag is.
Magánhangzó:
- (magyarul) aki > ki;[2]
- (franciául) boutique ’bolt, kis üzlet’ < (görögül) apotheke;[4]
- (olaszul) oscuro > scuro ’sötét’ (melléknév);[4]
- (románul) italieni ’olaszok’ > talieni ’taljánok’;[6]
- (angolul) opossum > possum ’oposszum’.[3]

Mássalhangzó:
- (angolul) knife [naɪf] ’kés’;[5]
- (románul) sfeștanie > feștanie ’szentelés’.[6]

Beszédhangok csoportja:
- (magyarul) telefaxol > faxol (két szótag);[1]
- (angolul) I have > I’ve ’nekem van’ (szótag része);[5]
- (olaszul) rondine < latin hirundinem (egy szótag);[4]
- (franciául) autobus > bus (két szótag);[4]
- (románul) Elisaveta ’Erzsébet’ > Veta ’Erzsi’ (három szótag).[6]